# Brantes
Brantes is een gemeente in het Franse departement Vaucluse (regio Provence-Alpes-Côte d'Azur) en telt 84 inwoners (2009). De plaats maakt deel uit van het arrondissement Carpentras.

## Geografie
De oppervlakte van Brantes bedraagt 31,5 km², de bevolkingsdichtheid is dus 2,7 inwoners per km².
De onderstaande kaart toont de ligging van Brantes met de belangrijkste infrastructuur en aangrenzende gemeenten.

## Demografie
Onderstaande figuur toont het verloop van het inwonertal (bron: INSEE-tellingen).